# Babblers
Bablers var finskt rockband, baserat i staden Esbo. De ursprungliga medlemmarna var låtskrivaren och gitarristen Arto Tamminen, basisten Sami Takamäki och trummisen Pepe Seivo. Bandet grundades år 1977, och genomgick medlemsbyten då Takamäki och Seivo år 1979 grundade Suopo. Över tog då Mikko Lankinen och Juha Mieskonen. Babblers gav 1980 ut en skiva, som år 1998 också släpptes i Japan och musiken användes i en japansk reklam. I övrigt har Babblers mer eller mindre fallit i glömska.

## Diskografi
- What's All About (1980)